# Alloclubionoides euini
Alloclubionoides euini là một loài nhện trong họ Amaurobiidae.
Loài này thuộc chi Alloclubionoides. Alloclubionoides euini được Kap Yong Paik miêu tả năm 1976.